# 理查森峰
理查森峰（英語：Richardson Peak），是南極洲的山峰，位於葛拉漢地的盧貝海岸，處於瓦洛特冰川東岸，屬於廷德爾山脈的一部分，海拔高度約600米，現時由南極條約體系管理。